# Wola Miłkowska
Wola Miłkowska pronunciación en polaco: /[ˈvɔla miu̯ˈkɔfska/] es un pueblo ubicado en el distrito administrativo de Gmina Warta, dentro del Distrito de Sieradz, Voivodato de Łódź, en Polonia central. Se encuentra aproximadamente a 13 kilómetros al norte de Warta, a 26 kilómetros al noroeste de Sieradz, y a 60 kilómetros al oeste de la capital regional Łódź.